# Eero Kilpeläinen
Eero Kilpeläinen, född 7 maj 1985, är en finländsk professionell ishockeyspelare, som bland annat spelat för Jokerit och KalPa. Från säsongen 2017/2018 spelar Kilpeläinen för Örebro HK.

## Klubbar
- Peterborough Petes (2005/2006)
- Hermes (2005/2006)
- Ässät (2006/2007–2010/2011)
- Jokerit (2011/2012–2012/2013)
- EV Zug (2013/2014)
- KalPa (2014/2015–2016/2017)
- Örebro HK (2017/2018–)